# Wincenty Tomaszewski
Wincenty Tomaszewski (ur. 5 kwietnia 1912 w Harbinie, zm. 21 stycznia 1985) – podporucznik Wojska Polskiego.

## Życiorys
Urodził się w Harbinie w Mandżurii. Pracował jako kierowca w Polskim Konsulacie w Harbinie. Po wybuchu II wojny światowej, na pokładzie francuskiego statku „Félix Roussel”, razem z 13 ochotnikami do armii polskiej, wypłynął 8 maja 1940 z Szanghaju i dotarł do Port Saidu. W Bejrucie otrzymał przydział do Brygady Strzelców Karpackich pod dowództwem gen. Stanisława Kopańskiego, stacjonującej w miejscowości Homs w Syrii, do której zgłosił się 17 czerwca 1940. Został skierowany do oddziału sanitarnego. W szeregach Brygady, w sierpniu 1941 brał udział w walkach obronnych w Tobruku, następnie uczestniczył w bitwie pod Gazalą. Po zakończeniu walk, w kwietniu 1942 został skierowany do Szkoły Podchorążych Rezerwy Kawalerii w Amiriya (Palestyna), po skończeniu której otrzymał przydział do Pułku Ułanów Karpackich, z którym (w ramach 2. Korpusu Polskiego gen. Władysława Andersa) przeszedł kampanię włoską, m.in. walczył w bitwie o Monte Cassino (w której dowodził plutonem w ostatecznym szturmie), oraz był dowódcą pocztu sztandarowego Pułku aż do chwili złożenia go w Muzeum im. gen. Sikorskiego w Londynie.
Po wojnie osiedlił się w Grimsby, w Wielkiej Brytanii. Powrócił do swojego wyuczonego zawodu i podjął się pracy mechanika samochodowego, a z czasem stał się właścicielem dużego miejscowego warsztatu.
Był dwukrotnie żonaty. Pierwszą żoną była Jadwiga (1915–2000), z którą miał córkę Annę Janik. W 1954, w Anglii ożenił się z Audrey Stevenson (zm. 2009). 
Zmarł 21 stycznia 1985, pochowany na cmentarzu Grimsby - Scartho Road.

## Ordery i odznaczenia
- Krzyż Srebrny Orderu Virtuti Militari[8]
- Krzyż Kawalerski Orderu Odrodzenia Polski (3 maja 1984)[9]
- Krzyż Walecznych (dwukrotnie)[1][10]
- Medal Wojska[2]
- Krzyż Pamiątkowy Monte Cassino nr 38152[2]
- Gwiazda za Wojnę 1939–1945 (Wielka Brytania)[2]
- Gwiazda Afryki (Wielka Brytania)[2]
- Gwiazda Italii (Wielka Brytania)[2]
- Medal Wojny 1939–1945 (Wielka Brytania)[2]
- Medal Obrony (Wielka Brytania)[2]
- Medal Tobruk Siege 1941 (Wielka Brytania)[2]